# Constante van Planck
De constante van Planck, aangeduid met {\displaystyle h}, is een natuurkundige constante die voorkomt in alle vergelijkingen van de kwantummechanica. De constante is later genoemd naar de natuurkundige Max Planck, die haar in 1900 invoerde bij zijn verklaring van de straling van zwarte stralers. 
De constante van Planck {\displaystyle h} is ingevoerd voor het verband tussen frequentie {\displaystyle \nu } (Griekse nu) en energie {\displaystyle E} voor een lichtkwantum (foton) volgens:
{\displaystyle E=h\,\nu }

## Waarde van de constante

### Vanaf 20 mei 2019
De 26e vergadering van de Algemene Conferentie voor Maten en Gewichten (CGPM) heeft op 16 november 2018 nieuwe definities van de basiseenheden aangenomen, die sinds 20 mei 2019 gelden. Volgens die definities bedraagt de constante van Planck exact:
{\displaystyle h=6{,}626\,070\,15\times 10^{-34}\ {\text{J}}\cdot {\text{s}}}

### Tot 20 mei 2019
Vóór de invoering van de nieuwe definities van de basiseenheden was de waarde van de constante:
{\displaystyle h=(6{,}626\,070\,040\pm 0{,}000\,000\,081)\times 10^{-34}\ {\text{J}}\cdot {\text{s}}=4{,}135\,667\,662\times 10^{-15}\ {\text{eV}}\cdot {\text{s}}}

## Gereduceerde constante van Planck
In veel gevallen wordt een variant van de constante van Planck gebruikt, die soms de constante van Dirac wordt genoemd. Deze wordt geschreven als {\displaystyle \hbar } en is genoemd naar de Britse fysicus Paul Dirac (1902-1984). Ze wordt gebruikt om de planck-eenheden te definiëren. Ze wordt uitgesproken als 'h-streep' of, in het Engels, als 'h-bar'.
{\displaystyle \hbar ={\frac {h}{2\pi }}}
{\displaystyle \hbar =1{,}054\,571\,817\times 10^{-34}\ {\frac {{\mbox{J}}\cdot {\mbox{s}}}{\mbox{rad}}}=6{,}582\,119\,569\times 10^{-16}\ {\frac {\text{ eV⋅s}}{\text{rad}}}}
De constante {\displaystyle \hbar } is een kwantum van impulsmoment, waaronder spin. Het impulsmoment van een willekeurig systeem is altijd een geheel veelvoud van deze waarde. {\displaystyle \hbar } komt ook voor in de onzekerheidsrelatie van Heisenberg. Hiermee voert men aan dat {\displaystyle \hbar } een meer fundamentele eenheid is dan {\displaystyle h}, de constante van Planck.
Voor {\displaystyle h} en {\displaystyle \hbar } kunnen de unicodetekens U+8462 en U+8463 gebruikt worden.